# Marc Duret
Marc Duret (Nizza, 28 settembre 1957) è un attore e doppiatore francese.

## Biografia
Attore francese veterano, ha preso  parte con ruoli importanti in film francesi di successo internazionale come Nikita di Luc Besson, L'odio di Mathieu Kassovitz e Dobermann di Jan Kounen.
In Italia è stato diretto da Tonino Zangardi in L'esigenza di unirmi ogni volta con te, al fianco di Marco Bocci e Claudia Gerini.

## Filmografia parziale
- Cinque giorni una estate (Five Days One Summer), regia di Fred Zinnemann (1982)
- Les Voleurs de la nuit, regia di Samuel Fuller (1984)
- Le Grand Bleu, regia di Luc Besson (1988)
- Nikita, regia di Luc Besson (1990)
- L'odio (La Haine), regia di Mathieu Kassovitz (1995)
- Cannes Man, regia di Richard Martini (1996)
- L'orco - The Ogre (Der Unhold), regia di Volker Schlöndorff (1996)
- Dobermann, regia di Jan Kounen (1997)
- Baby Love (Comme les autres), regia di Vincent Garenq (2008)
- L'esigenza di unirmi ogni volta con te, regia di Tonino Zangardi (2015)
- Outlander – serie TV, 3 episodi (2016)

## Doppiatori italiani
- Simone Mori in Le Grand Bleu
- Angelo Maggi in L'odio
- Danilo De Girolamo in Dobermann
- Enrico Di Troia in Baby Love